# Papstar
Die Papstar Holding AG (Eigenschreibweise PAPSTAR) mit Sitz im österreichischen Wattens ist die Muttergesellschaft der Papstar GmbH, ein Dienstleistungsunternehmen im Bereich Verpackungsmaterial aus Papier und Pappe mit Sitz im nordrhein-westfälischen Kall. 2023 lag der Umsatz der Papstar Holding AG bei 209,8 Millionen Euro.

## Geschichte

### Papstar GmbH
Die Geschichte der Papstar GmbH geht zurück auf die 1873 von Oswald Matheis in Schleiden-Olef gegründete Pappenfabrik. Diese wurde 1969 von Gernot Langes-Swarovski übernommen und im selben Jahr wurde die Produktmarke Papstar entworfen. 1979, zehn Jahre nach der Entwicklung der Marke Papstar, wurde offiziell die Papstar Vertriebsgesellschaft mbH & Co. KG gegründet. Ein Jahr nach Gründung wurden ein Logistikzentrum und eine Verwaltungszentrale in Kall fertiggestellt.
Die erste internationale Niederlassung wurde 1984 in den Niederlanden gegründet. Darauf folgten weitere Niederlassungen; 1986 in Österreich, 1998 in Spanien und 1999 in Frankreich. Die Unternehmensentwicklung wurde 2007 zudem durch die Eröffnung eines Onlineshops vorangetrieben. 2012 änderte die Papstar Vertriebsgesellschaft mbH & Co. KG ihre Gesellschaftsform und wurde zur Papstar GmbH. 2018 wurden rund 5 Millionen Euro in ein neues Kartonlager am Hauptstandort in Kall investiert.
2019 wurde die Papstar Solutions GmbH gegründet, welche seitdem Bio-Konverter für die Kompostierung sowie Beratungsleistungen für die Warenversorgung mit Produkten aus nachwachsenden Rohstoffen anbietet.

### Papstar Holding AG
1999 erfolgte die Gründung der Papstar Holding AG, welche seitdem als Mutterunternehmen der Papstar GmbH sowie weiteren Tochterunternehmen agiert. Im selben Jahr wurde die schwedische Papstar Sverige AB in Alingsås gegründet sowie eine Niederlassung in Frankreich. Die Holding übernahm zudem die Organisation der zuvor gegründeten internationalen Niederlassungen in den Niederlanden (1984), in Österreich (1986) und Spanien (1998).
2010 erfolgte die Gründung der Papstar Polska sp. z o.o. im Polnischen Posen. Weiters erwarb die Holding 2013 und 2015 Beteiligungen an Matram, einem Vertriebspartner für Kroatien, Bosnien und Herzegowina, Serbien und Montenegro.

## Unternehmensstruktur der Papstar Holding
Die Papstar Holding AG hat ihren Sitz in Wattens. Geleitet wird diese durch die Geschäftsführung bestehend aus Hubertus Kantelberg, Bernhard Hoppichler, Harald Hauke sowie dem Aufsichtsratsvorsitzenden Heinz Molan. Im Geschäftsjahr 2023 erzielte die Papstar Holding einen Umsatz von 209,8 Millionen Euro und beschäftigte international rund 1400 Mitarbeiter.
Über die eigenständige Papstar Service GmbH werden Dienstleistungen am Verkaufsort angeboten. Darüber hinaus ist die Holding international aufgestellt, mit Standorten und Vertriebspartnern in Spanien, Schweden, Polen, Portugal, der Schweiz, Italien, Frankreich und Kroatien.
Zur Holding gehören auch drei Produktionsstandorte in Deutschland (Rick Produktion GmbH), Österreich (Paper Print Converting GmbH) und den Niederlanden (Conpax Beheer b.V).

## Papstar GmbH
Die Papstar GmbH (Eigenschreibweise: PAPSTAR) ist ein Tochterunternehmen der Papstar Holding AG. Der Hauptsitz der Papstar GmbH befindet sich in der deutschen Gemeinde Kall. Geschäftsführer der Papstar GmbH ist Tom Kantelberg.

### Standorte und Tochtergesellschaft
Am Hauptsitz der Papstar GmbH in Kall befindet sich ein Zentrallager mit mehr als 70.000 Palettenstellplätzen und 100.000 Karton-Stellplätzen. In der Abhol- und Auslieferlogistik werden im Durchschnitt 2500 Paletten am Tag bewegt.
2019 wurde die Papstar Solutions GmbH gegründet.

### Produkte und Dienstleistungen
Papstar vertreibt über 5000 Artikel aus den Bereichen Einmalgeschirr und Serviceverpackungen, Tisch- und Raumdekoration sowie Einmalprodukte für Haushalt, Profiküche, Hygiene und Altenpflege. Über 4000 der Produkte von Papstar werden zudem über einen Onlineshop angeboten. Die Produkte werden dabei von der in Deutschland ansässigen Rick Produktion GmbH, der österreichischen PPC Paper Print Converting GmbH und der niederländischen Conpax Kartonnages B.V. bezogen. Zu den Kunden gehören unter anderem SB-Warenhäuser, Verbraucher- und Supermärkte sowie Fachgroßhändler.
Im Bereich Einmalgeschirr und Serviceverpackungen wird vor allem Einmal- oder auch Kreislaufgeschirr für den Catering- und Gastronomiebereich angeboten. Im Segment Tisch- und Raumdekorationen werden Produkte wie Servietten, Tischdecken, Girlanden und Kerzen vertrieben. Zum Bereich Einmalprodukte für Haushalt, Profiküche, Hygiene und Altenpflege gehören Produkte wie Alu- und Frischhaltefolien, Einmalhandschuhe, Schutzkleidung, Reinigungs- und Pflegemittel sowie Medizinprodukte.
Über die Papstar Solutions GmbH werden zudem Kompostiermaschinen der Marke Oklin vertrieben. Diese verarbeiten Speisereste, Bioabfall aus pflanzlicher Herkunft sowie biologisch abbaubares Einmalgeschirr zu einem neuen Wertstoff (Sekundärrohstoff). Ihre Dienstleistungen umfassen zudem Beratungen zur Abfallentsorgung sowie die nachhaltige Warenversorgung.

## Nachhaltigkeit
1991 war die Papstar GmbH an der Einführung des dualen Systems Grüner Punkt beteiligt. Dieser wurde parallel zum bestehenden öffentlich-rechtlichen Abfallbeseitigungssystem als zweites Entsorgungssystem eingeführt. Weiterhin führte die Papstar GmbH 2008 die Produktlinie pure ein, unter welcher Einwegartikel aus nachwachsenden Rohstoffen wie Holz, Zuckerrohr und Palmblättern vertrieben werden.
Die Papstar GmbH ist außerdem Mitglied des United Nations Global Compact. Der Beitritt ist eine Verpflichtung gegenüber der UNO zur Verbesserung eines Unternehmens hinsichtlich der Menschenrechte, Arbeitsstandards, Umweltschutz und Nachhaltigkeit sowie Antikorruption.
Über Kooperationen bewirbt die Papstar GmbH die eigenen Nachhaltigkeitskonzepte und Produkte. Als Partner des Deutschen Currywurst Museums in Berlin (2009–2018) rückte das Unternehmen das Thema Nachhaltigkeit mit dem begehbaren Exponat Öko-Cube ins Blickfeld der Besucher.
Seit 2019 veröffentlicht die Papstar GmbH jährlich einen Nachhaltigkeitsbericht. Im selben Jahr begann die Papstar GmbH über die Papstar Solutions GmbH neue Wertstoffkreisläufe für Produkte zu entwickeln, um Einmalgeschirr aus nachwachsenden Rohstoffen stofflich erneut zu verwerten.

## Auszeichnungen (Auswahl)
Die Produkte der Papstar GmbH sind mit Zertifikaten wie dem Blauen Engel und dem Forest Stewardship Council (FSC) ausgezeichnet. Die Papstar GmbH selbst trägt unter anderem die Green Brand Auszeichnung.
- 2003: BGF-Gesundheitspreis, verliehen von der AOK Rheinland und dem Institut für Betriebliche Gesundheitsförderung (BGF).[30][31]
- 2018: Auszeichnung von Papstar als Marke des Jahrhunderts durch das Kompendium Deutsche Standards – Marken des Jahrhunderts.[3]
- 2023: Nachhaltigkeitspreis der IHK Aachen.[32]
- 2023: Innovationspreis Region Aachen, verliehen von der Stadt und Städteregion Aachen sowie den Kreisen Düren, Euskirchen und Heinsberg für das Konzept Zero Waste der Papstar Solutions GmbH.[33][34]
- 2024: German Brand Award in der Kategorie Excellence in Brand Strategy and Creation (Brand Communication) für die Kampagne Serving Solutions.[35]
- 2024: German Design Award in der Kategorie Excellent Communications DesignBrand Identity für die Kampagne Serving Solutions.[36]